# Ciclova Română

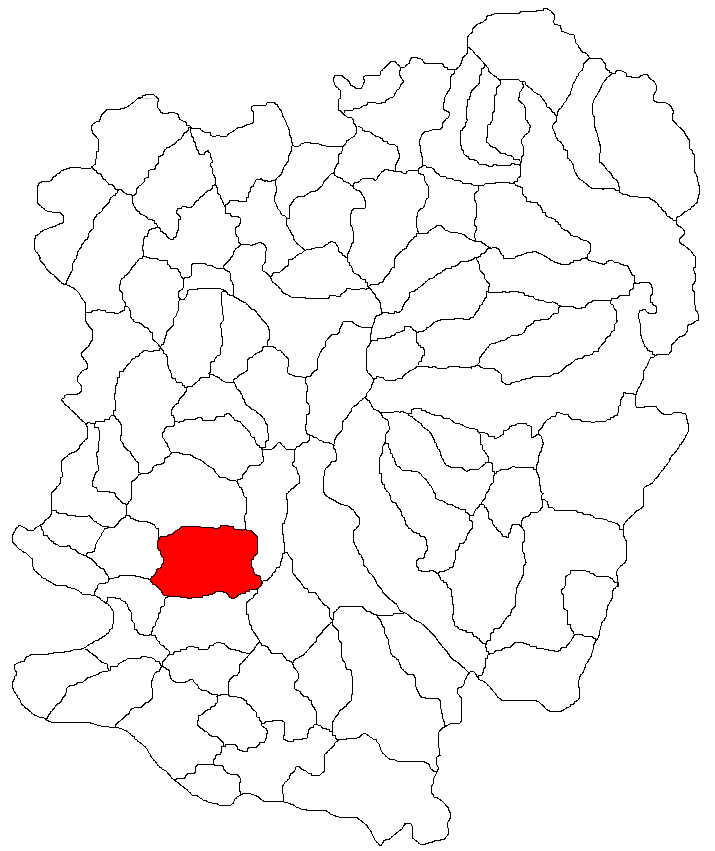
Lage von Ciclova Română im Kreis Caraș-Severin

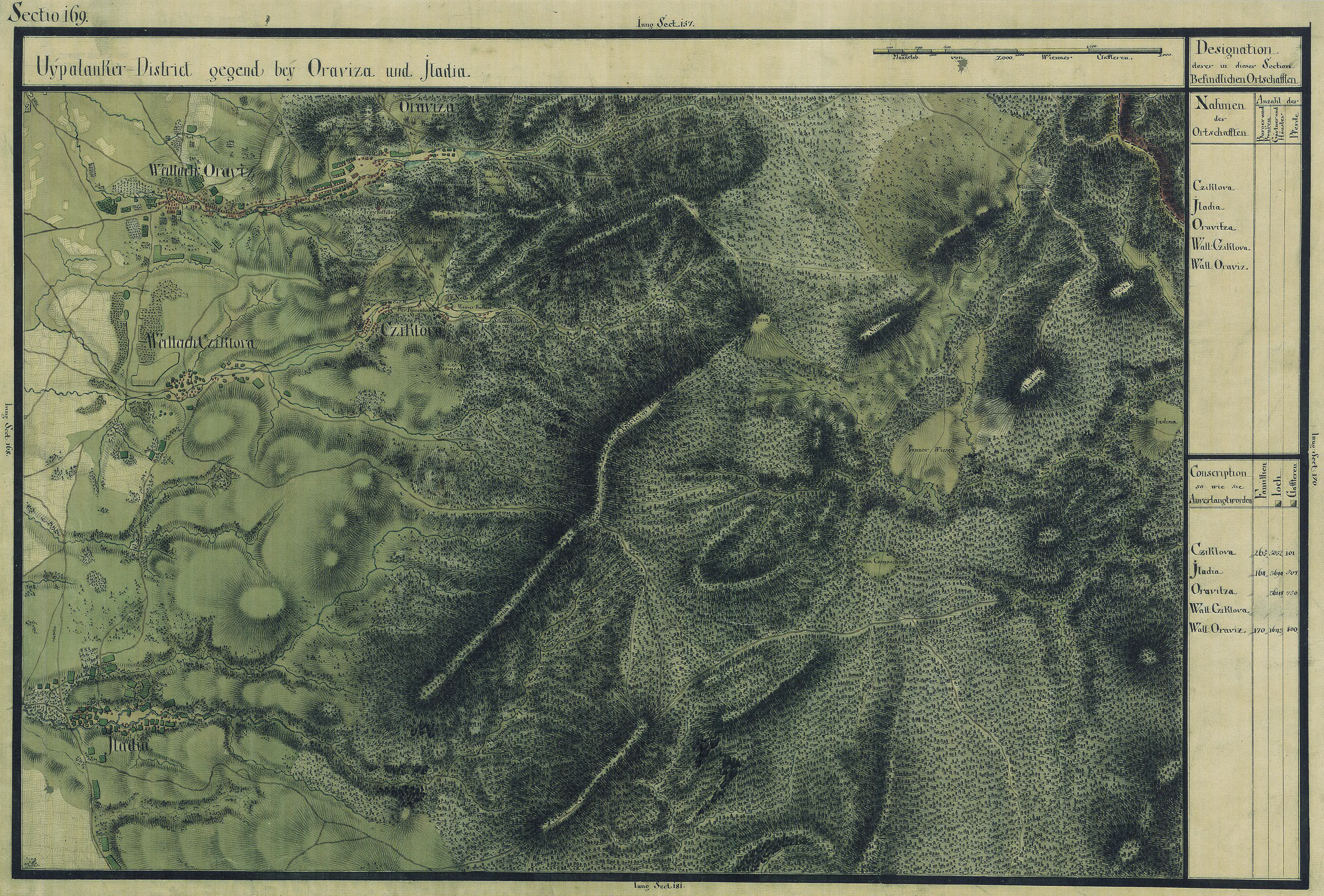
Ciclova Română bei der Josephinischen Landaufnahme

Ciclova Română (deutsch Cameral Tschiklowa, Wallachisch Tschiklowa, ungarisch Csiklófalu, Oláhcsiklova, Románcsiklova) ist eine Gemeinde im Kreis Caraș-Severin in der Region Banat in Rumänien. Zur Gemeinde Ciclova Română gehören auch die Dörfer Ilidia und Socolari.

## Geografische Lage
Ciclova Română liegt an der Kreisstraße 571 Ciclova Montană–Oravița, am Fuße des Anina-Gebirges.

## Nachbarorte
| Broșteni | Oravița                                     | Ciclova Montană                    |
| Răcășdia | Kompassrose, die auf Nachbargemeinden zeigt | Nationalpark Cheile Nerei-Beușnița |
| Ciuchici | Socolari                                    | Nationalpark Cheile Nerei-Beușnița |

## Geschichte
Archäologische Ausgrabungen zeugen von einer menschlichen Siedlung auf dem Areal der Gemeinde Ciclova Română bereits während der Hallstattzeit. Weitere Funde stammen aus der Römerzeit und aus dem Mittelalter. Eine Münze aus der Zeit von Karl Robert von Anjou wurde in einer mittelalterlichen Grabstätte aus dem 14. Jahrhundert gefunden.
Eine erste urkundliche Erwähnung stammt aus dem Jahr 1437, als der Ban von Severin Thallowtz, die Witwe Hym rügt und veranlasst, das den Bauern Mihail und Dunco aus Chiglobanya zu Unrecht einbehaltene Getreide rückzuerstatten. 1464 gehört die Ortschaft Cheglo zu dem Distrikt Ildia. 1538 fand ein Prozess um Besitztümer aus Chyglova statt. In den Aufzeichnungen des Gelehrten Luigi Ferdinando Marsigli von 1690 bis 1700 befindet sich Csiklova im Distrikt Palanka. Auf der Josephinischen Landaufnahme von 1717 ist der Ort Siklova mit 166 Häusern eingetragen. Auf der Mercy-Karte von 1723 ist der Ort Cziklova im Distrikt Palanka vermerkt. Auf der Griselini-Karte von 1776 ist Ziklova eingetragen.
Auf der Josephinischen Landaufnahme von 1717 ist der Ort Wallachiach Cziklova eingetragen. Nach dem Frieden von Passarowitz (1718) war die Ortschaft Teil der Habsburger Krondomäne Temescher Banat. Ab 1769 war die Ortschaft Teil der Banater Militärgrenze.
1885 kam Wallachiach Cziklova in den Besitz der Österreichisch-ungarischen Staatseisenbahngesellschaft (StEG). In Ciclova wurde Eisenerz gewonnen, das in den Hochöfen von Reșița verwertet wurde.
Der Vertrag von Trianon am 4. Juni 1920 hatte die Dreiteilung des Banats zur Folge, wodurch Ciclova Română an das Königreich Rumänien fiel.

## Bevölkerungsentwicklung
| 1880 | 6676 | 6580 | 1  | 67 | 28  |
| 1910 | 6616 | 6511 | 23 | 21 | 61  |
| 1930 | 5631 | 5562 | 4  | 8  | 57  |
| 1977 | 2731 | 2595 | 2  | -  | 134 |
| 2002 | 1814 | 1699 | 3  | 5  | 107 |
| 2021 | 1592 | 1460 | 4  | -  | 128 |